# Tuchín (balón)
El Tuchín es el balón oficial para el fútbol profesional colombiano en sus torneos de Primera A, Primera B y Copa Colombia en la temporada 2011. El balón, fabricado por Golty, está inspirado en el tejido caña flecha con el cual se fabrica el sombrero vueltiao en el municipio de Tuchín, departamento de Córdoba.
La creación del balón estuvo a cargo de los ejecutivos de Golty y de la agencia de publicidad bumanguesa PSV, luego que una encuesta de la Revista Semana en 2006 estableciera que el objeto con el cual se identifican más los colombianos es el sombrero vueltiao.
La presentación del balón Tuchín fue realizada en las instalaciones del Canal RCN durante el sorteo de los cuadrangulares semifinales del Torneo Finalización 2010, siendo usado por primera vez en el partido entre Deportes Tolima y Santa Fe en el Estadio Manuel Murillo Toro de Ibagué.
Fue el primer balón en el mundo en ser construido con Tecnología CMI. Termosellado